# هیتمن (فیلم ۲۰۰۷)
هیتمن یا آدم‌کش حرفه‌ای (به انگلیسی: Hitman) نام فیلمی می‌باشد که از روی یک بازی رایانه‌ای با همین نام ساخته شده‌است. این فیلم در سال ۲۰۰۷ و به کارگردانی خاویر گنس ساخته شده‌است. تیموتی اولیفانت نیز نقش مأمور-۴۷ یا همان آدم‌کش حرفه‌ای را ایفا می‌کند.
در سال ۲۰۱۵ فیلمی به نام هیتمن: مأمور ۴۷ ساخته شد.

## داستان
مأمور-۴۷ (تیموتی اولیفانت) در بچگی توسط عده‌ای ربوده می‌شود و یک شرکت او را برای تبدیل شدن به یک آدم‌کش آموزش می‌دهد.بعدها او به یک آدم‌کش حرفه‌ای تبدیل می‌شود که اینترپل و اف‌بی‌آی به دنبال او هستند.سپس او برای کشتن رئیس‌جمهور روسیه استخدام می‌شود.